# Mayen
Mayen är en stad i Tyskland, belägen i länet Landkreis Mayen-Koblenz i förbundslandet Rheinland-Pfalz.  Staden ligger på högplatån Eifel, 29 kilometer väster om Koblenz.  Mayen är säte för men ej del av kommunalförbundet Verbandsgemeinde Vordereifel och har cirka 20 000 invånare.
Genom staden rinner ån Nette, en biflod till Rhen.
Mayen är känt som "Porten till Eifel", den omkringliggande högplatåregionen.  Staden är även traditionellt känd för brytning av skiffer och basalt.

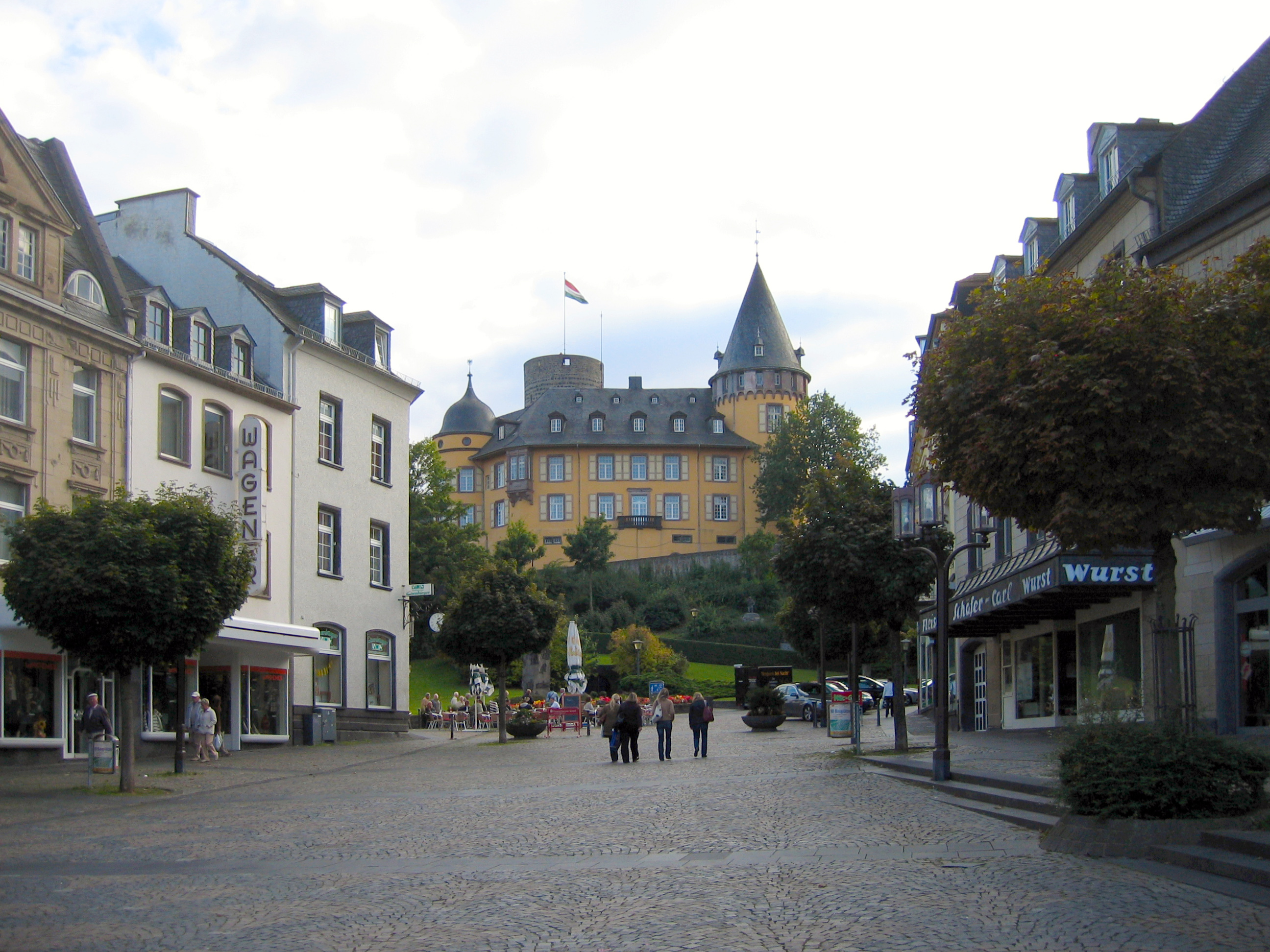
Utsikt från torget mot borgen Genovevaburg

Mayen har en välbevarad medeltida borg, Genovevaburg, och en delvis bevarad medeltida ringmur.  Stadskyrkan Sankt Clemens spiralvridna kyrktorn, förstört i andra världskriget 1945 och senare återuppbyggt, räknas som ett av stadens främsta landmärken.

## Kända Mayenbor
- Stephan Ackermann (född 1963), biskop av Triers katolska stift.
- Mario Adorf (född 1930), skådespelare.
- Christoph Friedrich Heinle (1894-1914), poet.
- Marc Hennerici (född 1982), rallyförare.
- Jacques Loeb (1859-1924), fysiolog.
- Dominik Meffert (född 1981), tennisspelare.
- Friedrich Wilhelm Raiffeisen (1818-1888), grundare av den kooperativa rörelsen i Tyskland.
- Reinhard Saftig (född 1952), fotbollstränare.
- Winfried Schäfer (född 1950), fotbollstränare.
- Hans-Ludwig Schilling (1927-2012), kompositör.